# Shannon (Groenlandia)

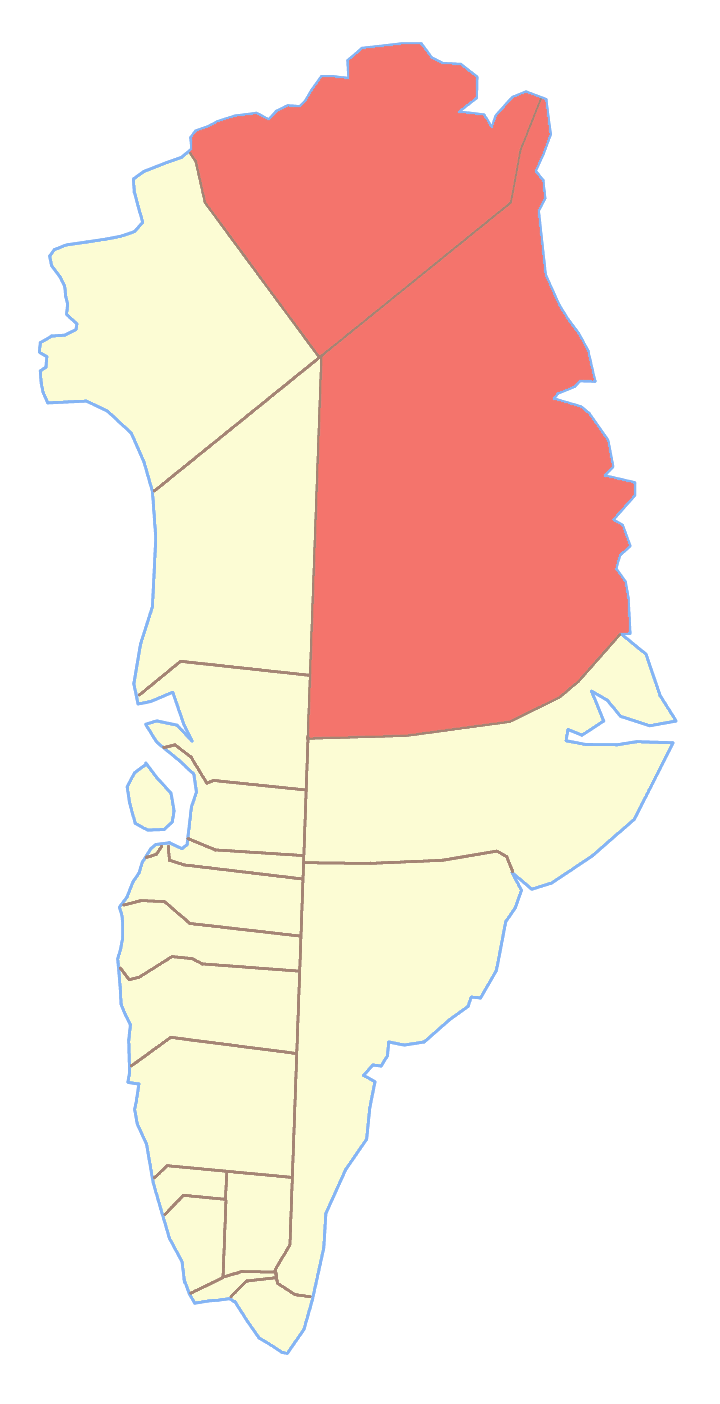
Parco nazionale della Groenlandia nordorientale, dove si trova Shannon

Shannon è un'isola disabitata della Groenlandia di 1259 km².
Prima della riforma del 2008 faceva parte della contea della Groenlandia Orientale.
È situata nel Parco nazionale della Groenlandia nordorientale, fuori da qualsiasi comune.